# レッドフラッグ (演習)

レッドフラッグに参加するアグレッサー部隊のF-16

レッドフラッグ (Red Flag, RED FLAG)は、1975年以降、アメリカ合衆国ネバダ州のネリス空軍基地、またはアラスカ州のアイルソン空軍基地とエルメンドルフ・リチャードソン統合基地で毎年数回開催されている、高度な空戦軍事演習である。アメリカ空軍や軍事同盟国及びアメリカ友好国など数カ国の空軍が参加し、数週間に渡って開催される。非常に現実的な空戦演習が実施され、空戦の軍事演習としては世界最大の規模を誇る。開催目的は、参加国の新人パイロット「ブルー・フォー」に、10回の現実的な模擬空戦を経験させることとしている。
レッドフラッグ (Red Flag)の意味は「赤旗」であるが、これはアメリカ軍にとって敵役を意味する。

## 概要

### ネリス空軍基地のレッドフラッグ

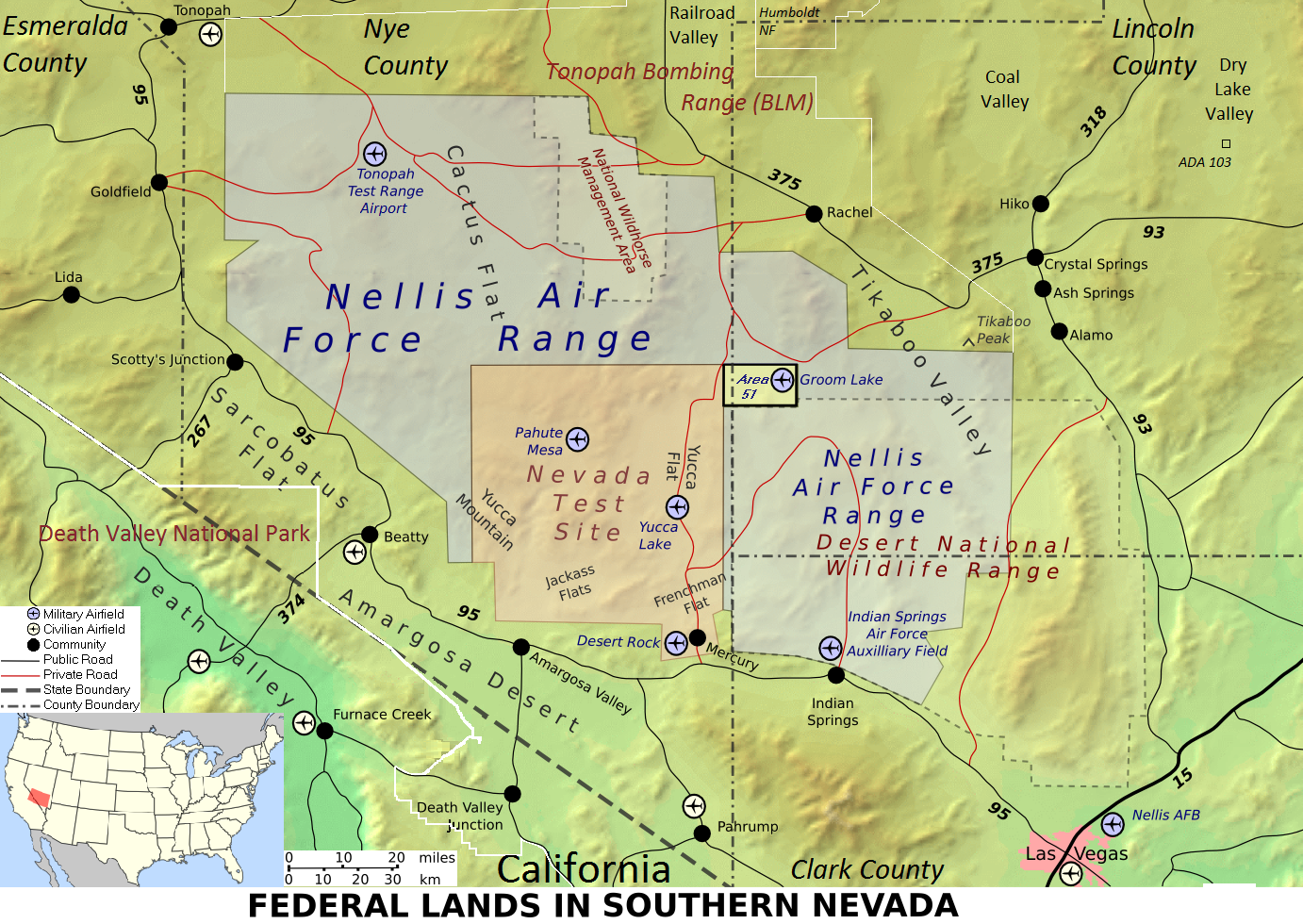
レッドフラッグで使用される演習場地域（青）
中央にネバダ核実験場（赤）やエリア51（黄）が存在するのがわかる
また、北西にはF-117ステルス機の最初の配備先として知られるトノパ・テストレンジ空港がある

かつてネリス空軍基地では年4回レッドフラッグが開催されていたが、現在は予算の都合などにより開催数が減っている。開催期間は2週間（4週間で2週間ずつ分けられることもある）だが、初日と最終日は部隊の到着と帰投に当てられ、さらに週末の休暇も挟むため、実質10日間となる。最初の3日間は慣熟飛行を兼ねた演習が実施されるが、以降は次第に難易度が上がっていき、最後の3日間は実戦での現実的な戦闘状況を再現したものになる。
運営は主にアメリカ空軍の第57航空団に所属する第414戦闘訓練隊によって行われ、他にもアメリカ空軍の航空戦闘軍団、航空機動軍団、在欧空軍、太平洋空軍、空軍州兵、空軍予備役軍団、またアメリカ陸軍、アメリカ海軍、アメリカ海兵隊、カナダ空軍、その他参加国なども運営に加わり、現実的な訓練環境を提供するための戦闘準備や安全性を確保することになっている。運営には事前に計画会議が行われ、そこで演習計画や各国関係者の宿泊などについて話し合う。
演習では、主に戦闘機による電子戦、攻撃、防空、制空権の能力が試される。演習の中には、爆撃などの対地模擬攻撃での実弾の使用や、空中給油、空輸、偵察なども含まれ、近年では付近のクリーチ空軍基地からUAVが発進し参加することもある。参加部隊はブルーフォース（青軍）という連合軍を形成し、敵役のアグレッサー機で構成されるレッドフォース（赤軍）との戦闘を行う。参加機はACMI（空中機動計測）ポッドの装備によって飛行状況が常にモニター・記録され、演習での最終的な戦果もこれを用いたコンピューター分析によって判定される。空中給油機や早期警戒管制機といった大型機の動きもIFFやGPSを通じてモニターされる。
演習はラスベガス北西の演習場地域で行われ、広さはスイス国土の約半分という非常に広大な地域である。その付近には飛行禁止空域となるネバダ核実験場やエリア51が存在し、ここに誤って侵入してしまうとすぐさま演習から追放される。また、演習場地域の東側と北側にはMOA（軍事作戦空域）が存在し、飛行高度などの制限こそ課せられるが空対空戦闘や空中給油であればここで行われることもある。

### アイルソン空軍基地のレッドフラッグ

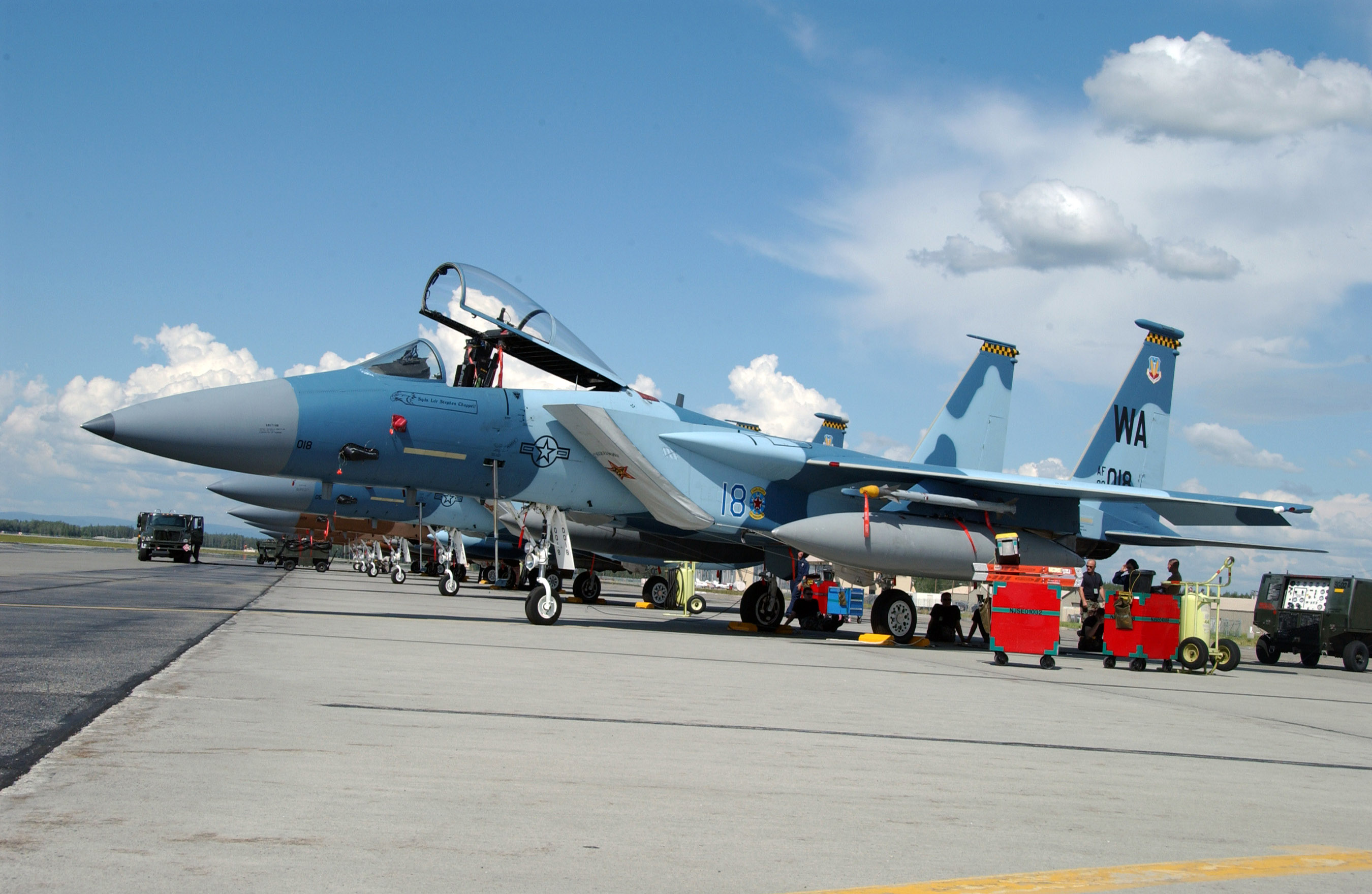
レッドフラッグ・アラスカに参加する第65アグレッサー部隊のF-15

レッドフラッグはアラスカ州のアイルソン空軍基地とエルメンドルフ・リチャードソン統合基地においても1年間に4回、各回10日間の日程で開催される。こちらの名称は、レッドフラッグ・アラスカ (Red Flag - Alaska, RED FLAG-Alaska) となっている。レッドフラッグ・アラスカもより現実的な戦闘状況を再現するようになっており、連携戦闘が重視される。
運営は太平洋空軍による後援などによって行われている。レッドフラッグ・アラスカはもともと、コープサンダー (COPE THUNDER)の名称で開催されていたが、2006年にネリス空軍基地で行われるレッドフラッグにちなんで、レッドフラッグ・アラスカに名称変更された。アメリカ空軍は、コープサンダーをレッドフラッグにする事によって、レッドフラッグへの参戦の機会がさらに増えるとしている。また名称変更と同時に、内容もネリス空軍基地で行われるレッドフラッグと同様のものに改められた。コープサンダー時代は、演習にアグレッサー機が部隊として参加する事はなく、演習に参加する戦闘機部隊が順番で、アグレッサー部隊を演じていた。
コープサンダーは、フィリピンのクラーク空軍基地にて1976年に初回が行われ、ピナトゥボ山噴火の影響による同基地閉鎖に伴い開催地をイールソン空軍基地に移転した。実戦経験がないパイロットに、実戦に近い状態を経験させ、太平洋空軍における最高の実戦シミュレートを維持することが目的であった。
レッドフラッグ・アラスカにはコープサンダー時代から、ドイツ、カナダ、スウェーデン、イギリス、日本、ニュージーランド、オーストラリア、モンゴル、シンガポールが参加している。開催時には毎回平均で、700人の軍人と60機の軍用機がアイルソン空軍基地へ、500人の軍人と40機の軍用機がエルメンドルフ空軍基地へ赴く。参加者は開催の1週間前には現地に到着し、現地や周辺空域でオリエンテーション飛行を行い、地理的及び安全性に関する説明を受ける。
演習空域は基本的にはアラスカ州内だけだが、カナダ軍が参加する場合には、カナダ空域にまで及ぶこともある。

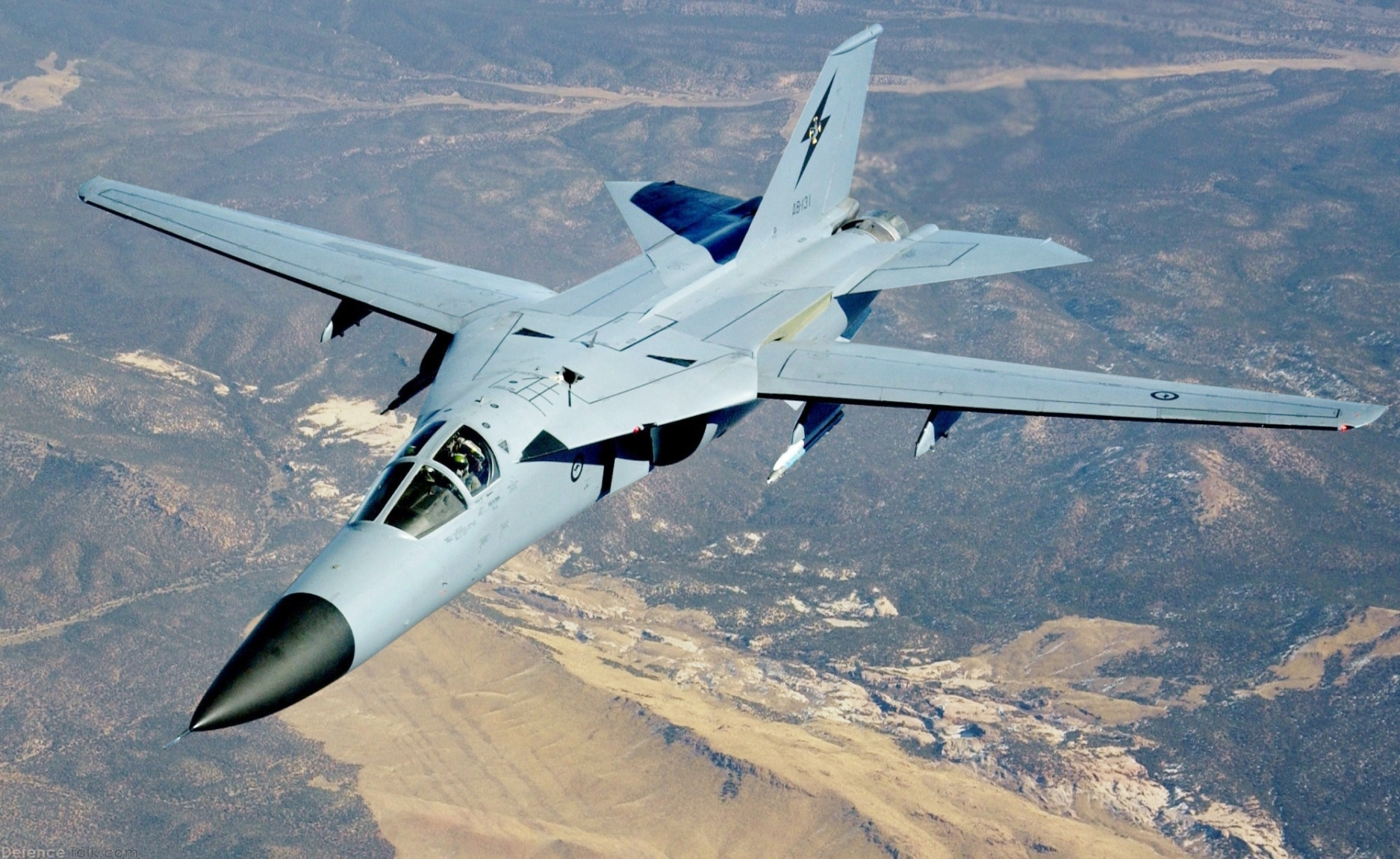
レッドフラッグに参加するオーストラリア空軍のF-111
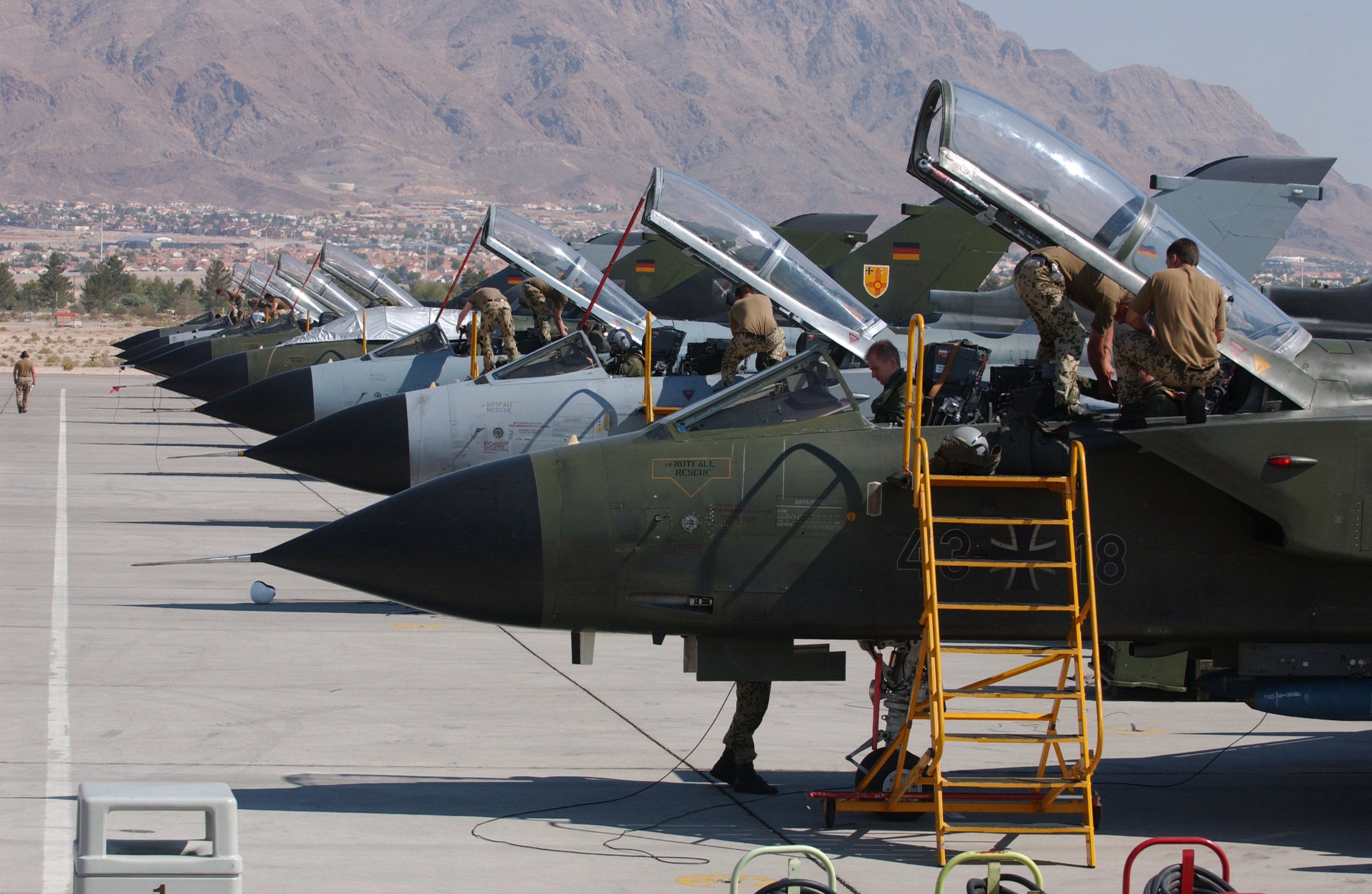
レッドフラッグに参加するドイツ空軍のトーネード IDS
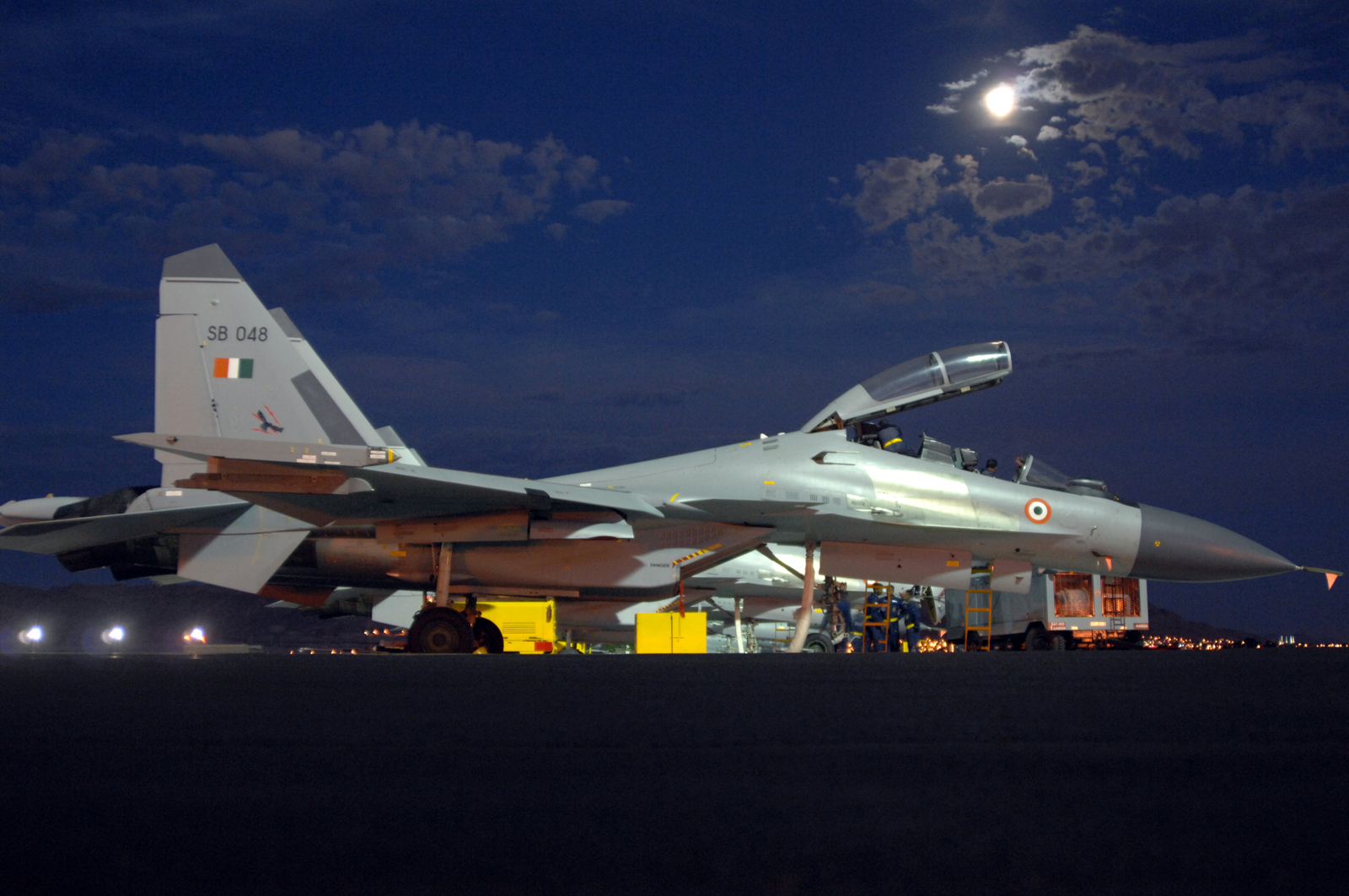
レッドフラッグに参加するインド空軍のSu-30MKI
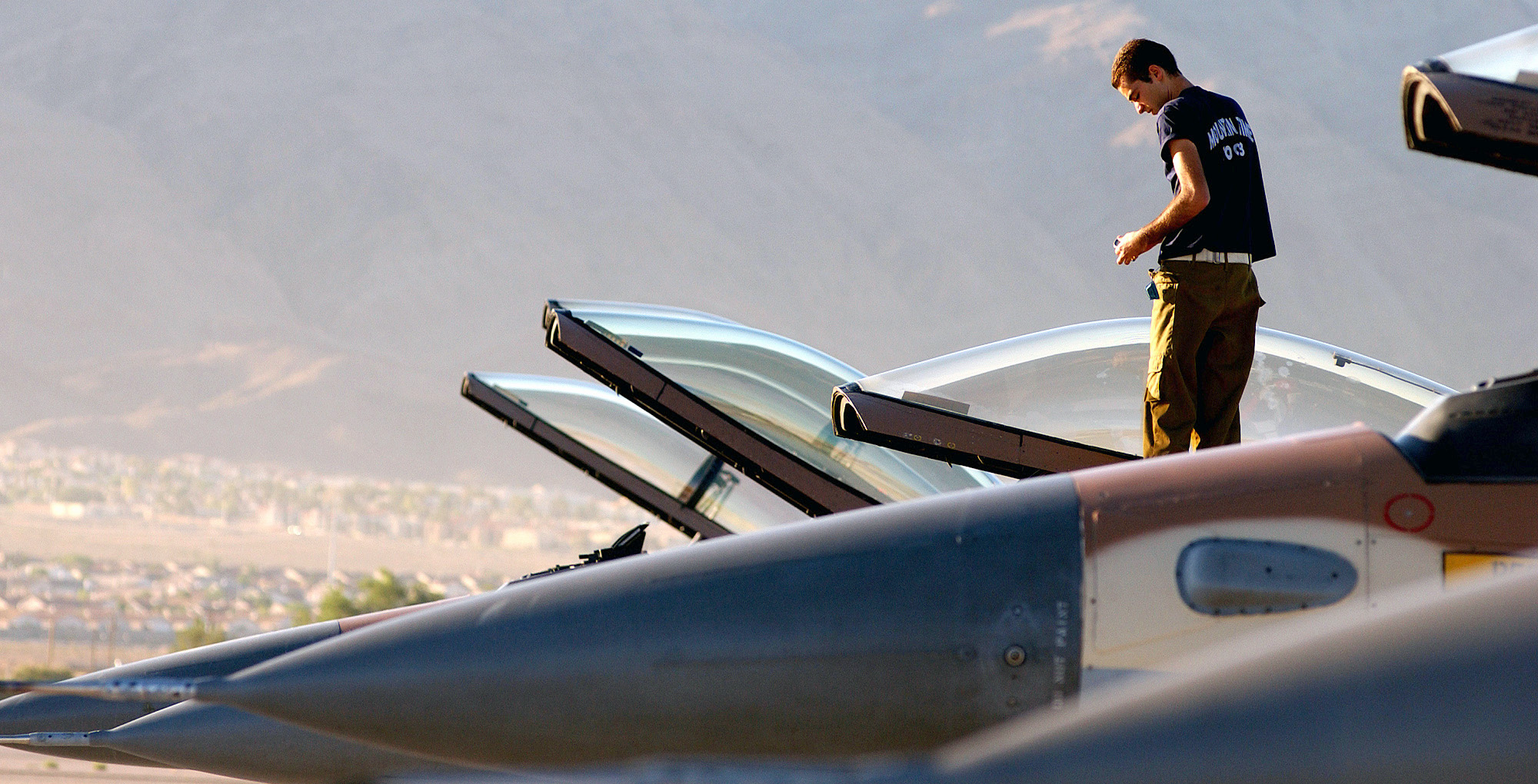
レッドフラッグに参加するイスラエル空軍のF-16
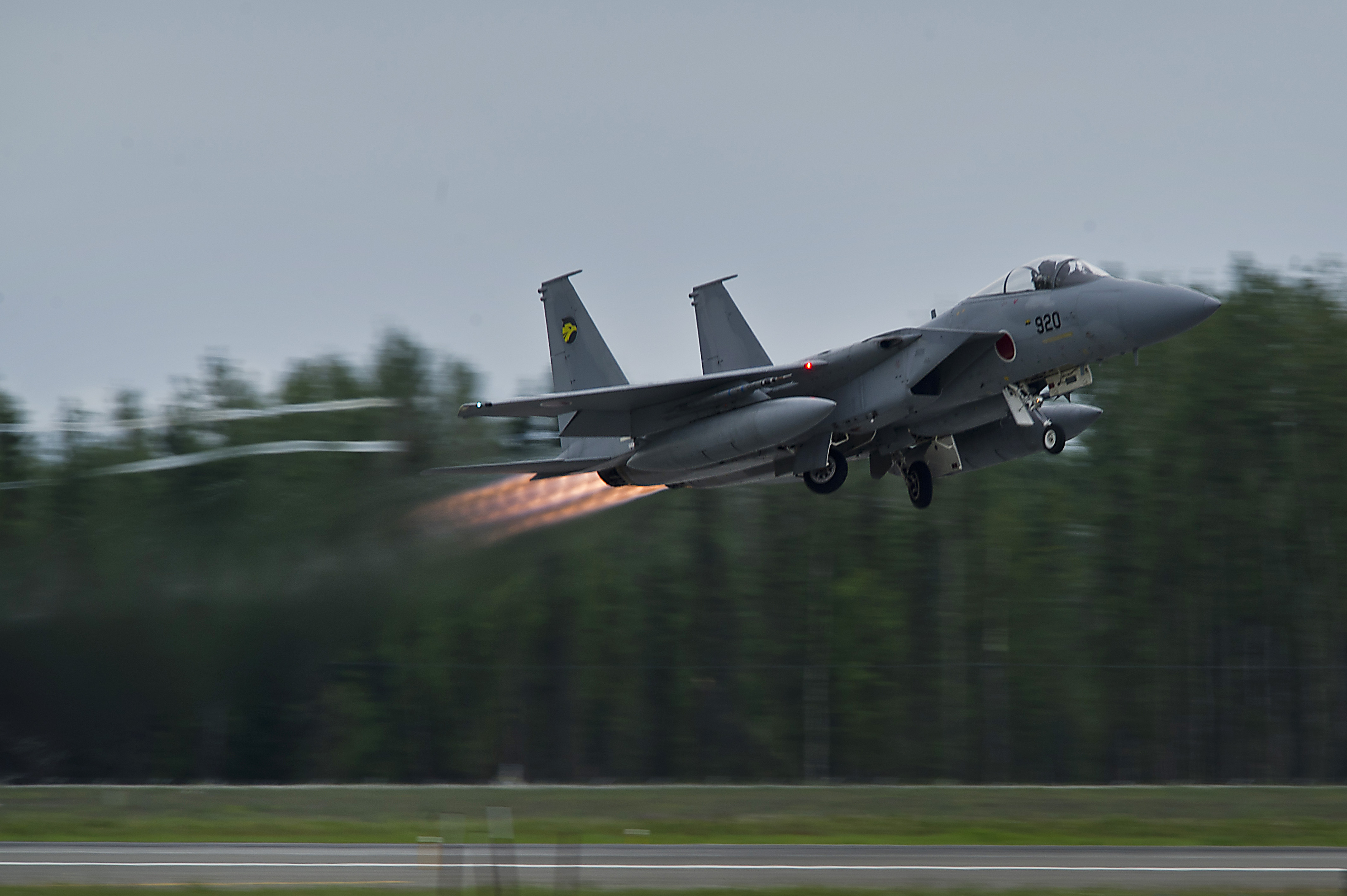
レッドフラッグ・アラスカに参加する航空自衛隊第306飛行隊のF-15J

## 歴史

### 設立
レッドフラッグの開催の起源は、ベトナム戦争時に実戦参加した戦闘機パイロットなどが、空中でのドッグファイトで有利な状態につけられなかった事が理由となった。アメリカ軍機と敵機の撃墜された割合では、2.2:1や1:1以下（1972年6月、7月のラインバッカー作戦時は中でも最悪）の状態が多かったのである。
これらの要因として最も多かったのは、パイロット達の現実的なドッグファイト訓練の不足であった。これは多くのパイロットに共通している事が判明し、アメリカ空軍は基礎訓練から修正しなくてはならなくなった。
アメリカ空軍は、戦闘機パイロットの生存の割合について調査や分析を行った。結果は、10以上の戦闘任務に参加したパイロットに関しては、劇的に生存の割合が増えているというものであった。また多くのパイロットが、地対空ミサイルの犠牲になっている事も分かった。そこでアメリカ空軍は1975年に、10以上の戦闘任務をシミュレートした、現実的で安全な環境の空戦演習、レッドフラッグを開催するに至った。
設立には、デヴィッド・バーニー大佐の概念や、リチャード・ムーディー大佐による、戦術航空軍団の指揮官ロバート・ディクソン中尉の説得などが大きな原動力となった。開催が決定されると、1976年3月1日に第4440戦術戦闘訓練団が運営の担当者として決定した。またレッドフラッグの運営に、トレーニンググランドの整備班としてブラックフラッグ (Black Flag)も稼働した。

### 現在
レッドフラッグで敵役をシミュレートするアグレッサー部隊の戦闘機パイロットは、アメリカ空軍のベテランパイロットから選ばれ、ロシアや、アメリカの仮想敵国の飛行技術に基づいた飛行を行い、仮想敵の特性までをシミュレートしている。アグレッサー部隊では当初、当時の脅威であったソ連の戦闘機MiG-21を、T-38でシミュレートしていた。しかし、間もなく最新型のF-16が導入され、これが現在のアグレッサー部隊の主力戦闘機となっている。
現在は第64および第65AGRSで、MiG-29とSu-27の飛行技術をシミュレートするために、前述のF-16やF-15などの戦闘機を特別にカモフラージュ塗装して使用している。場合によっては、参加者を驚かせるほど敵らしくするためにアメリカ海軍/海兵隊のアグレッサー部隊がサプライズ参戦することもある。
現在ではアメリカ空軍の戦術の変化に伴い、ドッグファイトよりも中距離ミサイルによる目視外戦闘(BVR:Beyond Visual Range)を重視して行われている。

## 参加国
- アメリカ合衆国
- アラブ首長国連邦
- オーストラリア
- ベルギー
- ブラジル（2008年8月）
- カナダ
- コロンビア（2012年7月）
- デンマーク
- エジプト
- スペイン
- フランス

- イギリス
- ドイツ
- ギリシャ
- インド
- イスラエル
- イタリア
- 日本（1996年-[3]）
- 韓国
- オランダ
- ノルウェー

- ニュージーランド
- パキスタン
- ポーランド
- ポルトガル
- サウジアラビア
- シンガポール
- スウェーデン
- タイ
- 中華民国
- ベネズエラ（1992年と1996年）